# جردن میکی
جردن میکی (انگلیسی: Jordan Mickey؛ زادهٔ ۹ ژوئیهٔ ۱۹۹۴) یک بازیکن بسکتبال اهل ایالات متحده آمریکا است.
از باشگاه‌هایی که در آن بازی کرده‌است می‌توان به بوستون سلتیکس اشاره کرد.